# 毛光翔
毛 光翔（もう こうしょう）は中華民国の軍人。字は群麟。貴州軍（黔軍）、桐梓派の指揮官。義兄（妻の兄）は桐梓派の指導者である周西成。

## 事跡
貴州講武学堂第1期を卒業。以後、毛光翔は義兄の周西成に追随して各地を転戦し、次第に昇進していった。1923年（民国12年）、周が靖黔軍を結成した頃に、桐梓派内部で「群（毛光翔）、紹（王家烈）、佩（黄道彬）、用（猶国才）」の後継序列が定まる。すなわち、毛が序列第1位となった。
1924年（民国13年）、毛光翔は川南辺防総司令に任ぜられている。1927年（民国16年）、周西成が国民革命軍第25軍軍長兼貴州省政府主席に任ぜられると、毛は第25軍副軍長に任命される。
しかし、毛は同年8月の雲南遠征において、総司令官の立場でありながら妾の下で数日過ごして指揮を放棄し、そのために雲南軍に敗北するという大失態を犯している。1929年（民国18年）5月、雲南省政府主席竜雲が雲南軍を貴州に送り込んでくると、周の指揮の下、毛はこれを迎撃したが敗北し、周も戦死した。
その後、雲南軍は李燊を貴州省政府主席に擁立したが、まもなく雲南省の内戦のために引き上げ、李は孤立状態となる。毛光翔ら桐梓派の軍人たちは、反撃に転じ、李を下野に追い込んだ。同年10月、毛が新たに貴州省政府主席兼討逆軍第18路軍総指揮に就任し、いったんは桐梓派の貴州支配が復活する。
しかし、毛光翔は過去の大失態などもあって人望が薄く、桐梓派内で序列第2位とされていた王家烈が次第にその地位を伺うようになった。王は蔣介石と密かに結んでその軍事支援を受けると、1932年（民国21年）、クーデターを起こす。同年3月、情勢が不利になった毛は下野を宣言し、王が後任の省政府主席となった。
それでも毛光翔は、王家烈のクーデターに不満を抱いていた序列第4位の猶国才ら他の桐梓派指揮官たちと結んで、王への反撃を開始する。12月、今度は王が下野に追い込まれ、猶が代理ではあるが後任の省政府主席となる。しかし、毛・猶らは各指揮官同士で主導権争いを展開し、まとまりがなかった。王はそこを衝く形で逆襲を開始し、翌年4月、猶から省政府主席の地位を奪回している。猶はその後も一定の地位を保持して王を牽制したが、毛はこれを最後に完全に軍事・政治から引退した。
1947年（民国36年）、死去。享年55。

## 注
1. ↑  于翔麟「毛光翔小伝」による。徐友春『民国人物大辞典 増訂版』202頁は、1896年（光緒22年）とする。